# Перламутровка пандора
Перламутровка пандора (лат. Argynnis pandora) — вид дневных бабочек из семейства нимфалид (Nymphalidae).

## Этимология названия
Пандора — «наделённая всеми дарами», женщина, сотворённая Гефестом из глины. Несмотря на запрет, открыла сосуд, откуда разлетелись бедствия, от которых до сих пор страдает человечество. На дне сосуда осталась одна лишь Надежда.

## Описание
Длина переднего крыла 32—40 мм, размах крыльев 60—75 мм. Верхняя сторона крыльев оранжево-охристая с чёрными округлыми пятнами и различимым зеленоватым оттенком. Нижняя сторона передних крыльев большей частью окрашена в персиковый цвет и несёт на себе чёрные пятна, нижняя сторона задних крыльев — светло-зелёная с тонкими серебристыми перевязями, которые более выражены у самок.

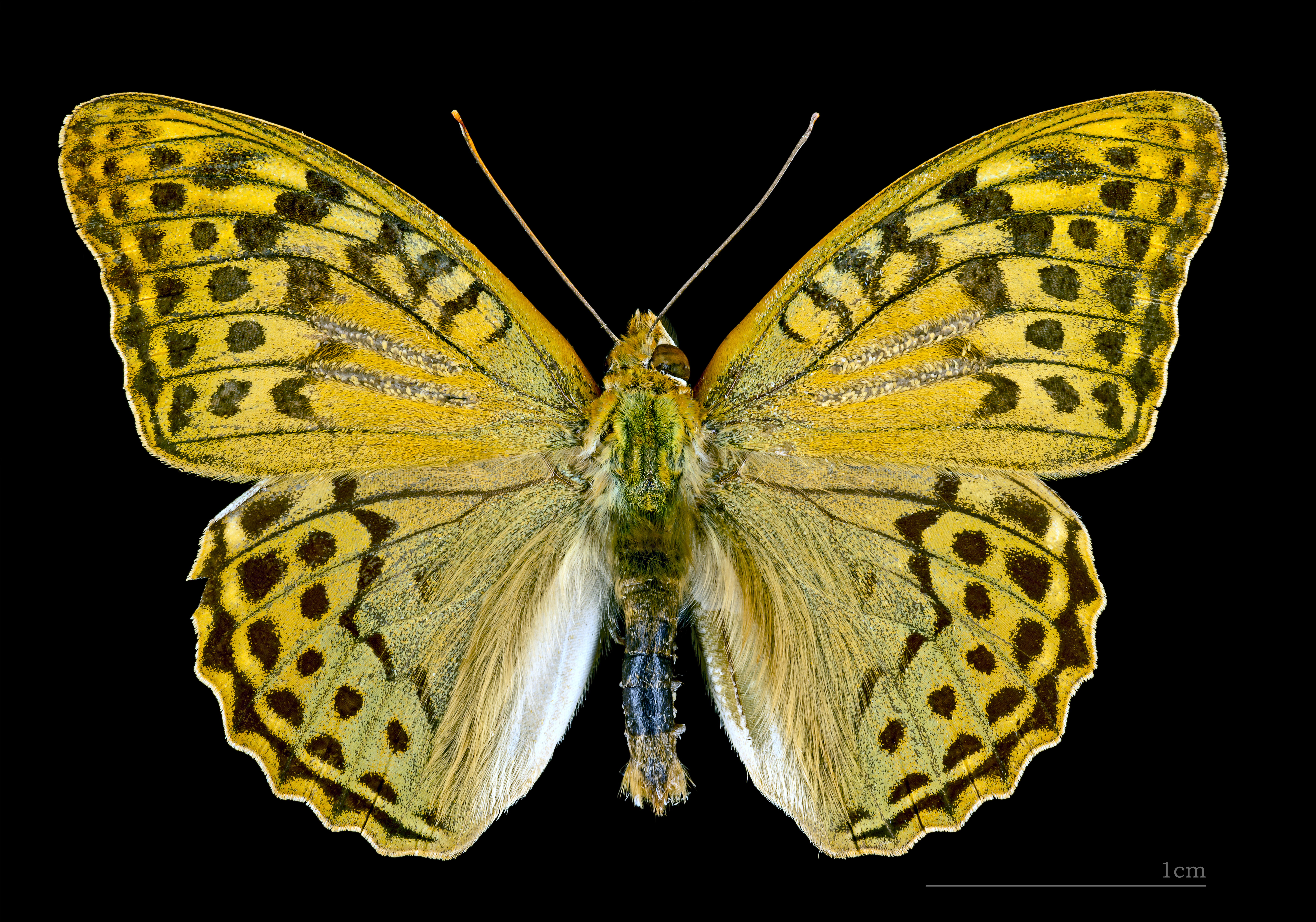
♂
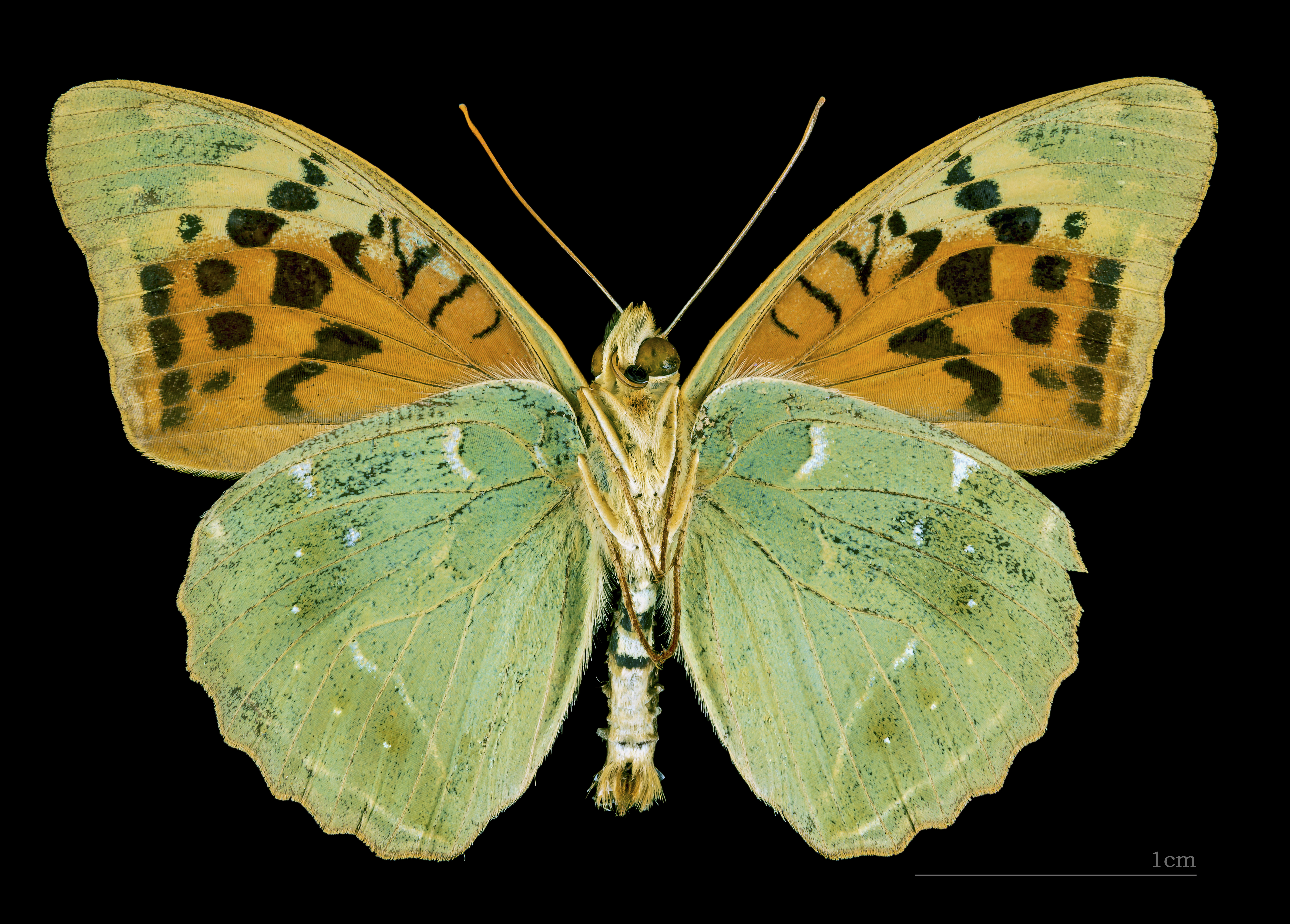
♂ △
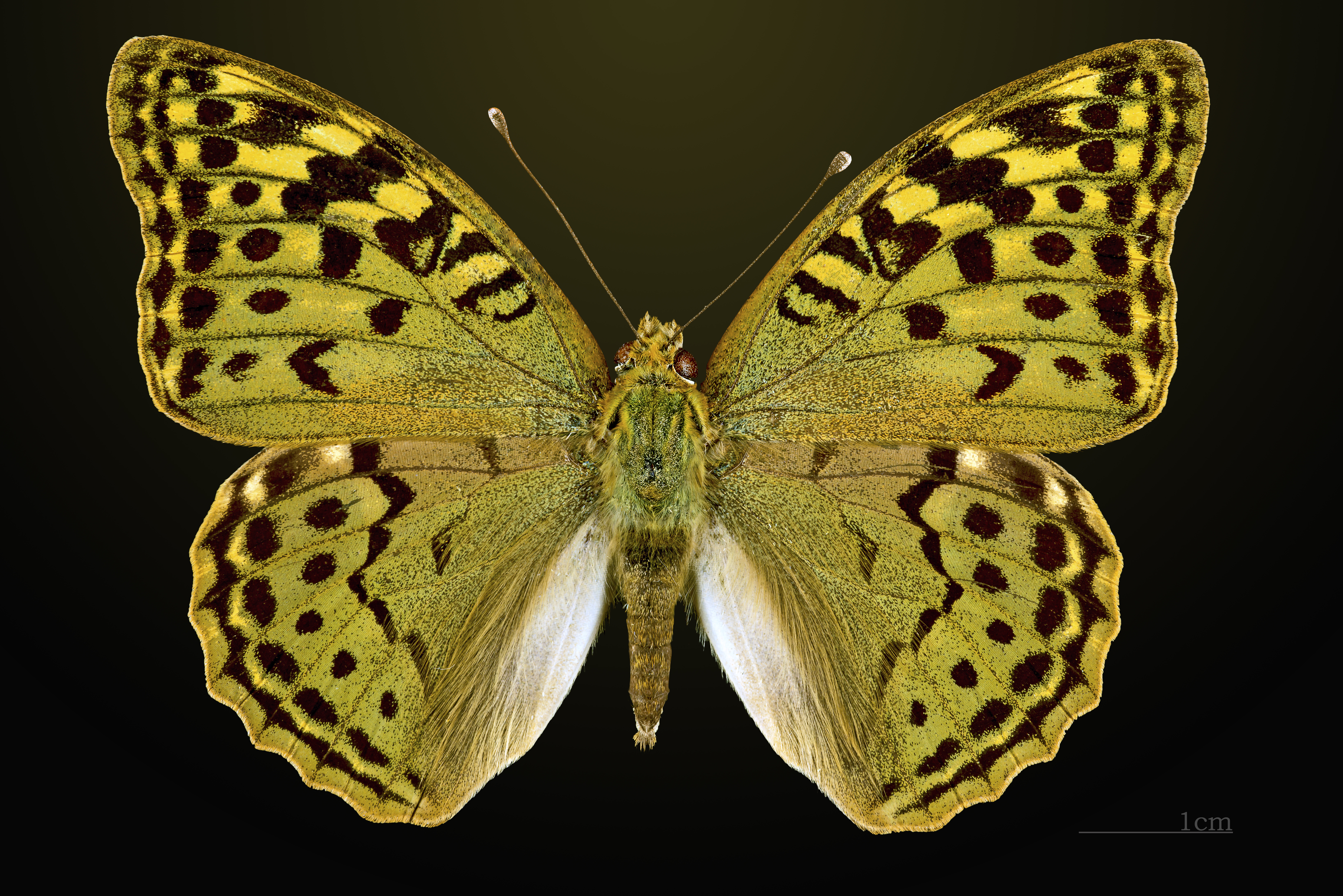
♀
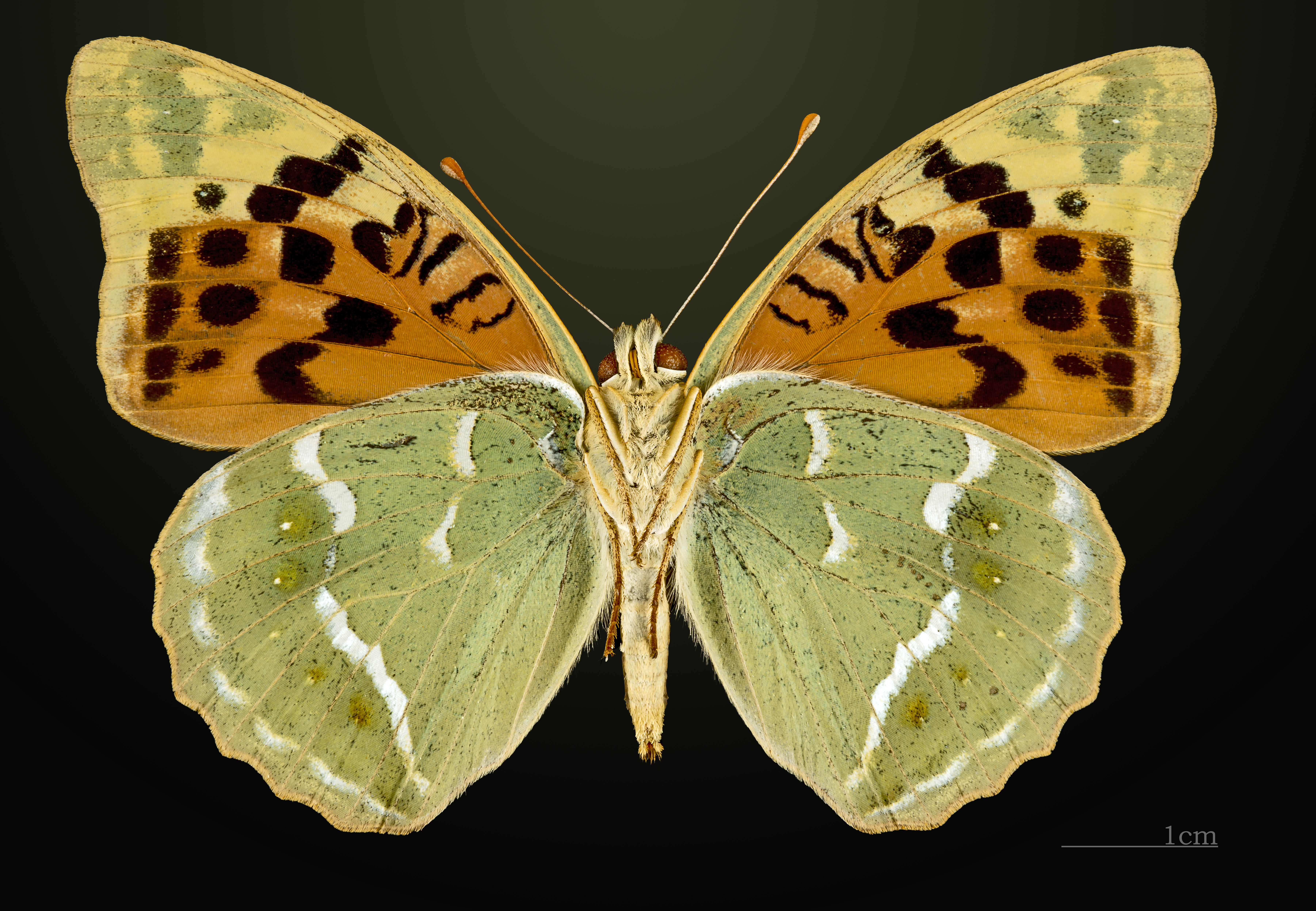
♀ △

## Изменчивость
В Восточной Европе перламутровка пандора представлена широко распространённым номинативным подвидом. Также описано десять индивидуальных форм и десять географических рас. К числу наиболее ярких относятся подвиды seitzi из Алжира и pasargades из Центральной Азии.

## Ареал и местообитание
Распространены в Южной Европе, Северной Африке и Азии. Северная граница ареала проходит по Центральной Европе (через Австрию и Венгрию), европейской части России, Казахстану, горам Алтая (республика Алтай и Восточно-Казахстанская область). В Азии ареал охватывает север Пакистана и Индии, страны Передней, Средней и Центральной Азии.
В Восточной Европе вид оседло обитает в Венгерской низменности, на юге Украины, в Крыму, а также а в Предкавказье, в Краснодарском крае — на всём черноморском побережье и на западе степной части, в Адыгее, на юге Ставропольского края и на Северном Кавказе. Особи, которые встречаются в северных районах Украины, юго-западной части Белоруссии, Средней и Южной России, в южной Польше (Закопане), являются мигрантами.
Населяет луга, лесные опушки, степи, поляны, берега рек, обочины дорог, горные склоны. Мигрирующие особи часто приурочены к антропогенным биотопам и поймам крупных рек. В Азии поднимается высоко в горы — до высот 3000—4500 м над уровнем моря.

## Биология
Перламутровка пандора развивается в двух, реже в одном поколении. Лёт бабочек отмечается с начала июня по начало сентября. Бабочка обладает быстрым полётом. Имаго ночуют на деревьях.
Питание имаго бабочек отмечено на растениях из родов бодяков и чертополохах, на соцветиях которых бабочки нередко собираются в больших количествах.
Самки откладывают яйца на сухие стебли трав рядом с кормовым растением гусеницы или на само кормовое растение (различные виды фиалок). Яйцо желтовато-коричневого цвета с 20—24 продольными бороздками. Гусеница красновато-бурого цвета с чёрной головой. Зимует молодая гусеница. Куколка с блестящими отметинами на спине, общая её окраска варьирует от серо-бурой до зеленовато-серой.